# Évian Thonon Gaillard FC
Évian Thonon Gaillard Football Club (franskt uttal: [evjɑ̃ tɔnɔ̃ ɡajaʁ]); mer känd som Évian TG eller endast Évian, var en fransk fotbollsklubb, ursprungligen från Gaillard, nära den schweiziska gränsen och Genève. 2007 flyttade klubben till Thonon-les-Bains. Évian grundades 2003 efter en sammanslagning och spelade säsongen 2014/2015 i Ligue 1, den högsta serien i fransk fotboll efter att ha blivit uppflyttad från Ligue 2 säsongen 2010/2011. Klubben upplöstes 7 december 2016 och ersattes av Evian Savoie Football Club.
Évian grundades ursprungligen som Football Croix-de-Savoie 74 och har sedan dess varit med om två sammanslagningar. Namnet på klubben vid bildandet var FC Gaillard och existerade från 1924 till 2003. Gaillards enda merit var deras vinst i Division d'Honneur i Rhône-Alpes-regionen 1999. Évian har visats vara mer framgångsrika och nådde de professionella divisionerna redan efter tre säsonger. Klubben vann Championnat de France amateur 2007/2008, Championnat National 2009/2010 och Ligue 2 2010/2011. 
Évian spelade tidigare sina hemmamatcher på Stade Joseph-Moynat i sin hemstad, men flyttade inför säsongen 2010/2011 till Parc des Sports i närliggande Annecy då Joseph-Moynat inte klarade Ligue de Football Professionnels arenakriterier. Innan laget flyttade till denna arena försökte Évian att få spela på Stade de Genève i närliggande Genève.